# Bolivarianism
Bolivarianism är ett politiskt ideal bestående av pan-latinamerikanism, socialism och national-patriotism. Bolivarianismen har fått sitt namn från den venezuelanska generalen och revolutionären Simón Bolívar som ledde kampen för självständighet i stora delar av Sydamerika mot den spanska kolonialismen. Det är populärt i delar av Sydamerika , i synnerhet i Venezuela. 
På senare år har begreppet kommit att förknippas med Hugo Chávez pan-sydamerikanska vision och den socialistiska samhällsomdaningen för Sydamerika, med sin början i Venezuela, även kallad den bolivarianska revolutionen. I samband med World Social Forum i brasilianska Porto Alegre deklarerade Chávez att den demokratiska socialismen är en integrerad del av bolivarianismen, och att den nya socialismen är humanistisk, som inte ger maskiner eller staten företräde.